# 샨탕제

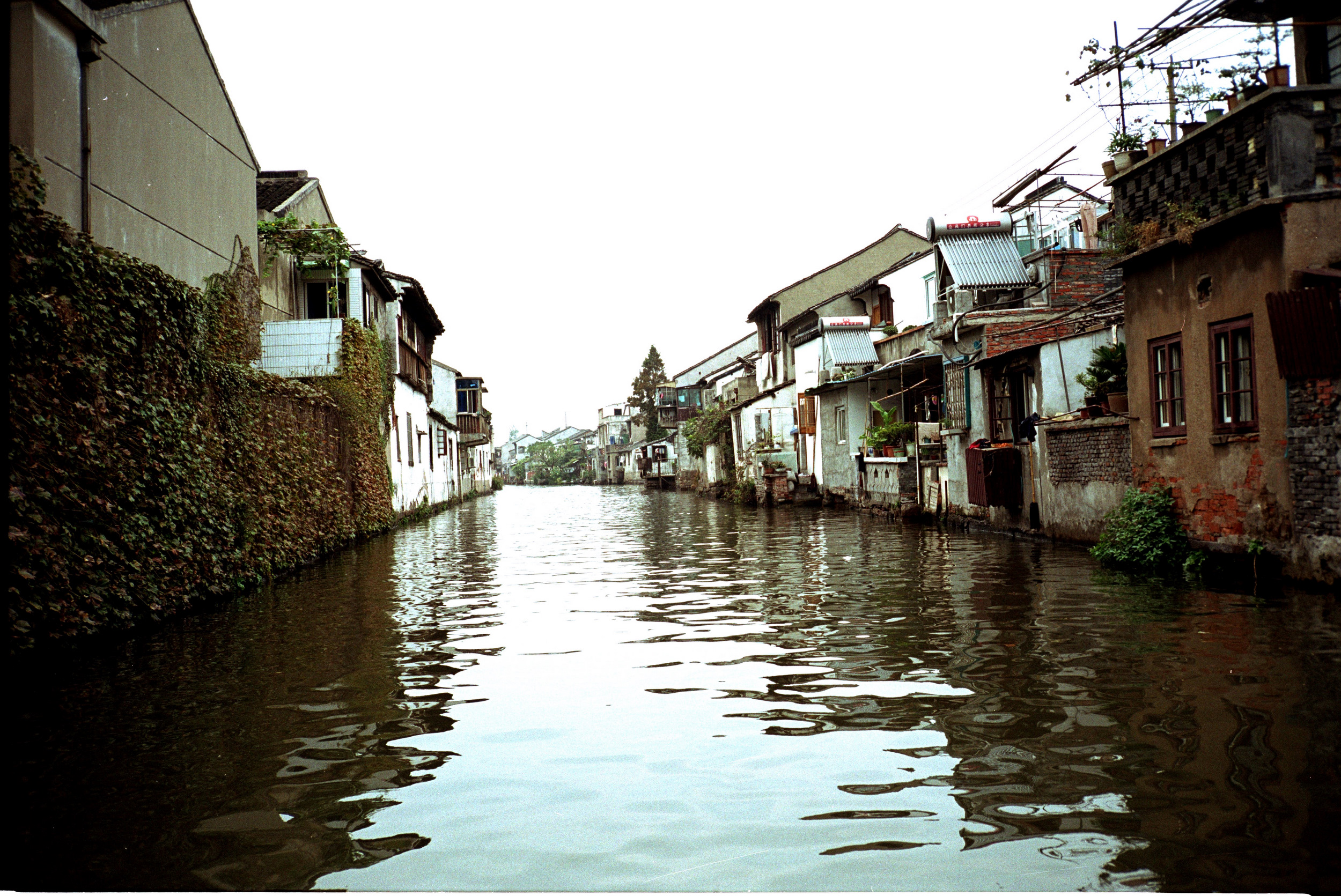
백거이의 샨탕허

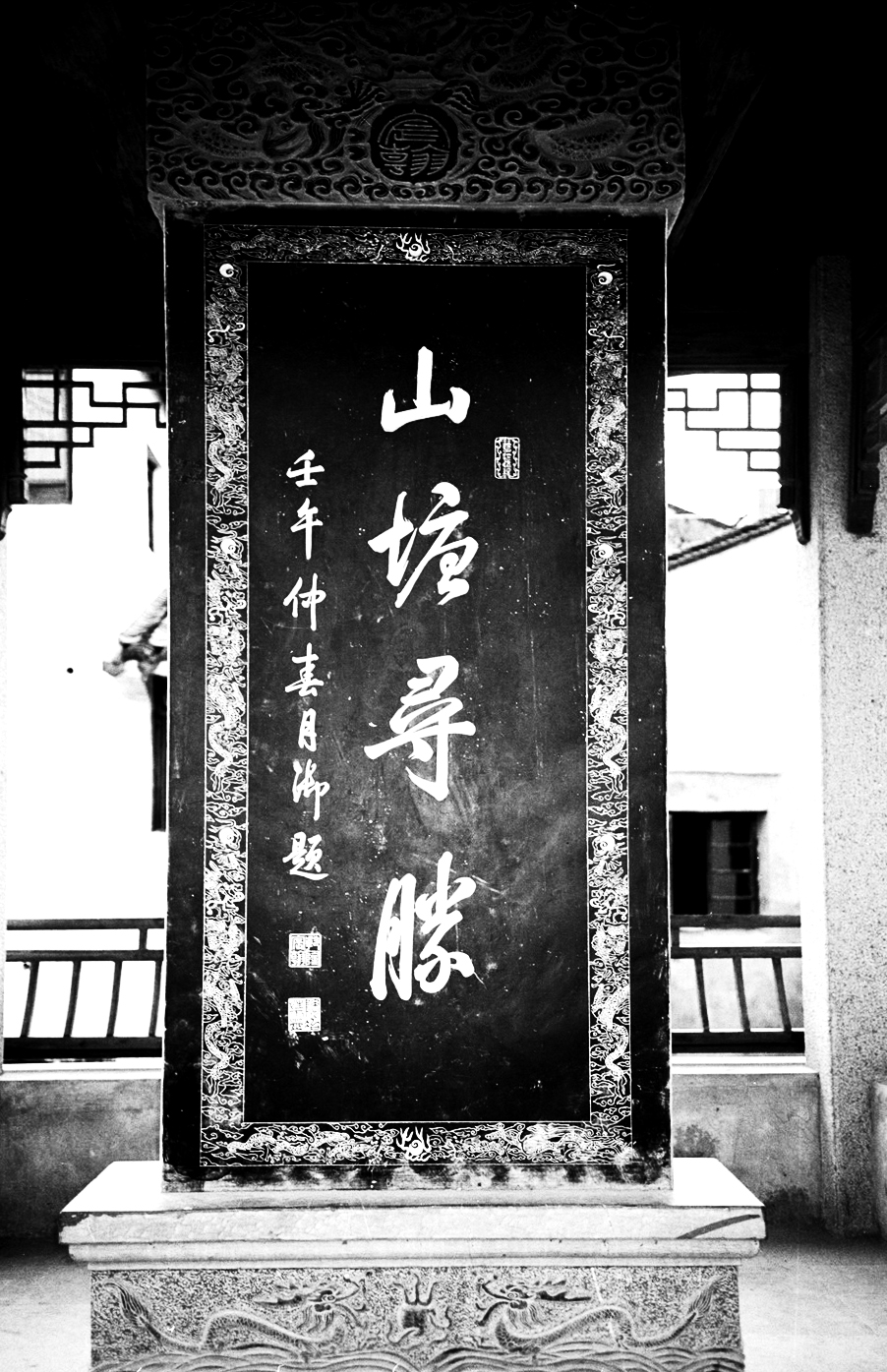
건륭제 어비

샨탕제(山塘街) 또는 칠리샨탕(七里山塘)은 쑤저우 금릉구에 위치한 1,200년에 가까운 역사를 가지고 있는 거리이다. 서쪽으로는 호구산 아래의 씨창룽(席场弄)에서 시작하여, 동쪽으로는 옛운하 위의 도승교(渡僧桥)에까지 이르는 전체 길이 3,829.6m의 수로 운하이다.

## 역사
825년 당 보력제 2년 대문호 백거이가 항저우에서 쑤저우로 부임하면서 수로 교통의 활성화를 위해 호구산 아래에서 창문(阊门)의 샨탕허(山塘河)까지 작업한 것이다. 샨탕하는 샨탕제라고 불리는 수로 북쪽에서 길을 닦아, 샨탕허와 샨탕제의 길이가 7리에 이르러 칠리샨탕이라고 불렀다.
1762년 청나라 건륭제 연간, 강남으로 놀러왔다가 칠리샨탕에 이르러 직접 산탕심성(山塘寻胜)이라는 글을 써서 내려주고, 정자를 짓고 그 안에 비석을 세우도록 할 정도로 건륭제의 관심이 각별하였다.
이화원을 지을 때, 쿤밍후 뒷편으로 작은 수로가 나 있는데 쑤저우제(苏州街)라는 수로는 이곳을 샨탕제를 본 따서 만든 것이다.

## 평가
한국 사람들에게 잘 알려지지는 않았지만, 샨탕제와 샨탕허는 곳곳에 전형적인 강남 수향의 풍취를 가지고 있다. 따라서 쑤저우에서도 가장 쑤저우 분위기를 잘 느낄 수 있는 곳이다.